# Noordelijke nachtegaalwinterkoning
De noordelijke nachtegaalwinterkoning (Microcerculus philomela) is een zangvogel uit de familie Troglodytidae (winterkoningen).

## Verspreiding en leefgebied
Deze soort komt voor van zuidelijk Mexico tot Costa Rica.